# Смирнова, Наталья Анатольевна
Смирнова Наталия Анатольевна (4 сентября 1976, Куйбышев, СССР) — профессиональная спортсменка, мастер спорта России международного класса, многократная чемпионка России по тхэквондо ITF, финалистка чемпионата Европы, чемпионка кубка России по боксу 2004—2005 гг., постоянный участник сборной России по боксу в 2000—2005 гг., победительница матчевой встречи США-Россия 2003 г. по любительскому боксу, чемпионка мира по кикбоксингу с лоу-киком 2006 г., чемпионка кубка мира по кикбоксингу 2007 г., чемпионка стадиона Fairtex (Таиланд) 2010 г. по муай тай, победительница MBK Fight Night Bangkok 2011 г. по муай тай, чемпионка мира по муай тай (WMF) 2011 г., с 2013 года профессиональный боксер, чемпионка мира по боксу в четырёх мировых версиях WIBA, WBU, GBU, UBO, интерконтинентальная чемпионка WBF и интернациональная чемпионка WBC Silver.